# Majavatn Station
Majavatn Station (Majavatn stasjon) er en jernbanestation på Nordlandsbanen, der ligger ved bygden Majavatn i Grane kommune i Norge. Stationen består af krydsningsspor med en øperron, et sidespor og en stationsbygning i gulmalet træ med ventesal og toilet. I den nordlige ende af stationen er der en ensporet remise med tilhørende drejeskive. Fra selve stationen er der udsigt til søen Majavatnet.
Stationen åbnede 5. juli 1940, da banen blev forlænget fra Grong til Mosjøen. Den blev gjort fjernstyret og ubemandet 9. juni 2011.
Stationsbygningen blev opført i 1939 efter tegninger af Bjarne Friis Baastad. Den toetages bygning er opført i træ i laftekonstruktion og rummede oprindeligt ventesal, restaurant, ekspedition og telegraf i stueetagen samt en tjenestebolig på første sal. Desuden er der en tilbygning i bindingsværk, der fungerede som pakhus. Baastad stod desuden for remisen, der blev opført samme år. I 1951 opførtes en toetages overnatningsbygning i træ i laftekonstruktion, der også blev tegnet af Baastad.